# Hà Giang, Hà Trung
Hà Giang là một xã thuộc huyện Hà Trung, tỉnh Thanh Hóa, Việt Nam.